# Beylik de l'Est
1528–1837
Le beylik de l'Est (en arabe : bâylik ash-sharq), ou beylik de Constantine  (bâylik qasentina) est l'un des trois beyliks (avec les beyliks du Titteri et de l'Ouest) de la régence d'Alger. Il est constitué au XVIe siècle et disparait avec la conquête française et la prise de Constantine en 1837. Le département de Constantine sera formé sur les bases de celui-ci en 1848.

## Géographie
La province de Constantine avait un vaste territoire, elle est bornée au nord par la Méditerranée, et au sud par le désert, à l'est par la régence de Tunis et à l'ouest par le Beylik du Titteri, séparé par la chaîne des Bibans dans la partie septentrionale.
Elle mesure environ 430 km dans sa plus grande longueur et 330 km de largeur moyenne. La côte de la province, le Sahel depuis Béjaïa jusqu'à Annaba est montagneuse.
Constantine, le siège du beylik, était la ville la plus importante suivie par Annaba, les autres villes sont Jijel, Collo, Béjaïa, Mila, M'Sila, Tébessa et Biskra.

## Population

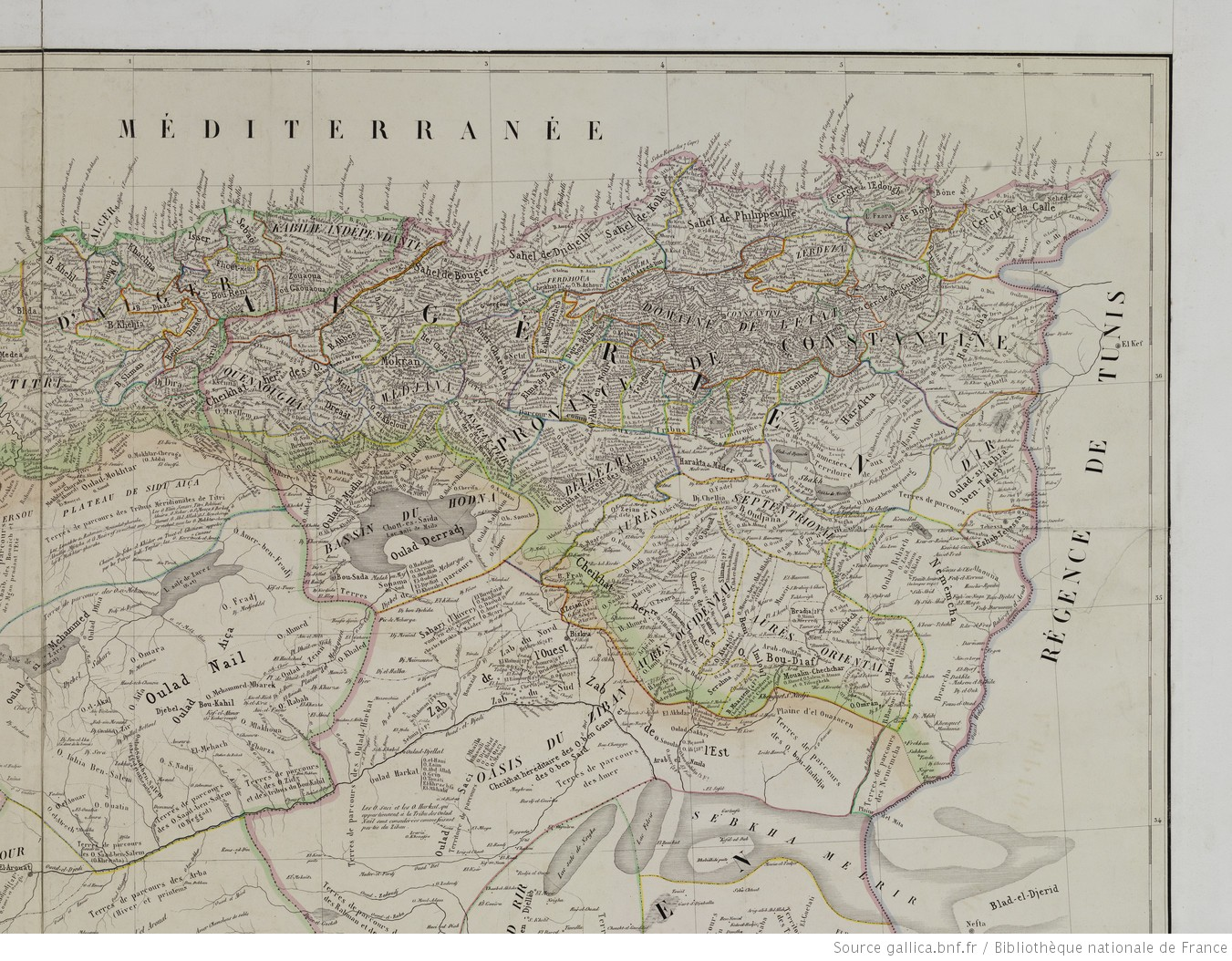
Carte tribale de la province de Constantine lors de la conquête française (1842).

Le beylik de Constantine était le plus peuplé de trois beyliks de la régence, il regroupait près de 2/3 de la population algérienne. 
Les tribus et des familles de grandes tentes alliées aux autorités, se partageaient le pouvoir par un jeu d'équilibre, symbolisé par l'investiture au caftan que recevaient les chefs de tribus après le bey. À Constantine, les notables citadins participaient activement à la gestion des affaires et possédaient des grands terrains agricoles dans la couronne céréalière autour de la ville.
Les populations rurales étaient divisées en arch (tribus), composées de kharouba (fractions de tribus) qui se subdivisait en douars. La Sahel est habitée principalement par les tribus des Zouaoua et des Ferdjioua, les populations des montagnes échappaient à l'autorité du Bey. Plusieurs tribus nomadisaient dans le Sud, qui constitue la partie la plus importante du beylik, dont les Haraktas, les Seghnia, et les Oulad Sultan.
Parmi les tribus importantes de la région occidentale, on distingue les Telaghma, les Oulad Abdenour, les Amar Gheraba et les Medjana , gardiens des Bibans. À l'est de Constantine, on rencontrait les Oulad Zenati, les Hanancha, les Nementcha et les Amar Cheraga.
Au XVIIIe siècle, huit grands fiefs tribaux d’organisation dynastique existaient dans le Constantinois. Ils descendent des anciennes tribus Sedwikich et Bni Thabet, de substrat berbéro-kutama, profondément arabisées au point où Ibn Khaldoun les qualifie de tribus arabes. Ce sont : le Medjana, le Ksar Et Teîr, le Belezma, les Zibans, les Aurès, l’oued Righ, le Ferdjioua et le Zouagha. Les Zerdaza et les Hanencha étaient aussi à l’origine des groupes dynastiques, mais le bey de Constantine réussit à leur imposer des tribus makhzen. 
L'élément ethnique turc ne joua qu'un rôle négligeable, le nombre des Turcs qui y étaient installés resta toujours très réduit : la garnison permanente de la province ne comprenait que 300 hommes. Ils étaient présents surtout à Constantine et dans les villes garnisons, il en était de même des Koulouglis, il y avait également des Juifs dans les villes. 
Au début du XIXe siècle, Constantine comptait entre 25 et 30 000 habitants, à côté de la population autochtone de souche citadine dite Hadar,  la ville a attiré des populations venues de l'intérieur de l'Algérie, dite barrâniyya,  composée principalement de Kabyles et de Biskris. Annaba est l'une des villes de l'époque précoloniale dont la population dépassait les 10 000 habitants, les autres villes avaient une population moins importante.

## Histoire

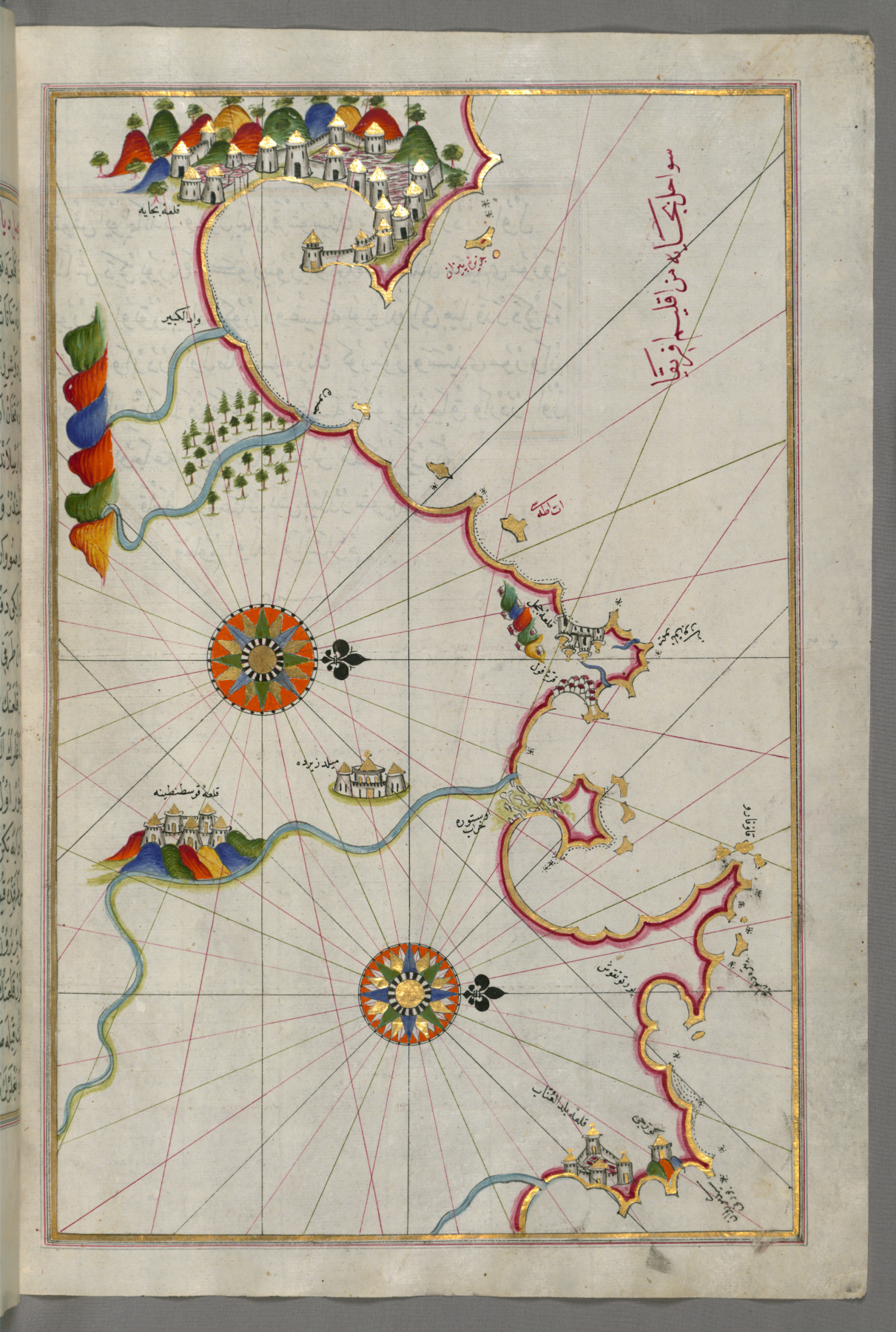
Carte maritime ottomane de Piri Reis du XVI représentant le Nord du Constantinois.

Le Beylik de l'Est était le plus important et le plus riche des trois beylik de la régence d'Alger. Le bey y faisait habituellement sa résidence à Constantine. La ville est bâtie sur un plateau, entouré de trois côtés par un ravin profond au fond duquel coule l'oued Rummel.
La période qui s'étend de 1514 à 1648, voit la fin à la dépendance de Constantine vis-à-vis des Hafsides de Tunis et son rattachement définitif au pouvoir central d'Alger dans les années 1530. Toutefois, le contrôle de toute la province n'est acquis qu'après des affrontements avec les puissantes confédérations tribales.
Au XVIIIe siècle, Constantine connaît une période de grande stabilité politique, grâce notamment à la succession de quelques beys gouverneurs énergiques et administrateurs compétents : Hasan bey «Bou Kemia» (1713-1736), Hassan Bey Bou-Hanek (1736-1754), Hussein Bey Zereg-Aïnou (1754-1756), Ahmed Bey el Kolli (1756-1771) et surtout Salah Bey (1771-1792), qui est considéré comme le plus remarquable des gouverneurs de la province. C'est une période marquée par la consolidation du gouvernement, des travaux d'aménagement urbain, des expéditions intérieures de maintien de l'ordre et des expéditions victorieuses contre Tunis.
L'essentiel des richesses du beylik provenait des prélèvements opérés sur les productions agricoles. Les agents de l'administration maintenaient leur pourvoir au prix de privilèges accordés aux élites locales citadines et rurales. Les oulémas de la ville, n'hésitent pas à légiférer en fonction de leurs intérêts et de nouvelles alliances se font également via des stratégies de pratiques matrimoniales courantes chez les grandes familles. Ainsi, Ahmed Bey el Kolli avait épousé une des filles Bengana et, en secondes noces, une fille des Mokrani, Ali Bey a marié ses trois filles aux Mokrani. La mère du dernier bey était une Bengana et il avait épousé l'une des filles des Mokrani.
En outre des intrigues liées au pouvoir et entretenues par les rivalités et ambitions des prétendants aux différents postes du gouvernement. Le Beylik a connu de nombreuses révoltes populaires dues aux rigueurs de la pression fiscale sur fond de difficultés socio-économiques. En effet, cette instabilité est mise en corrélation avec la conjoncture économique, les productions agricoles, les périodes de sécheresse, des famines et des maladies.
A fin du XVIIIe siècle, la régence connait la pire crise de son histoire. C’est une puissance en décadence, attaquée de partout et minée de l’intérieur par les luttes pour le pouvoir et la volonté d’autonomie des Beyliks. Onze beys se succédèrent ainsi à Constantine, entre 1792 et 1814. Crise politique, mais également crise économique due principalement au tarissement des revenus de la course, qui obligea Alger à se tourner vers les provinces pour en exiger une plus grande contribution. Au début du XIXe siècle, la grande révolte de Derkaoua secoua la Kabylie orientale. L’événement était tellement considérable, puisqu’un bey y est tué.
Après la prise d'Alger par les Français en 1830, les Constantinois investissent Ahmed Bey du pouvoir. Le Bey organise le combat contre les troupes françaises. Il fallait deux sièges pour venir à bout de la résistance des habitants de la ville qui tombe en 1837. Par la suite, Ahmed Bey trouve refuge dans les Aurès et continue la lutte jusqu’à sa reddition en 1848.

## Organisation du Beylik

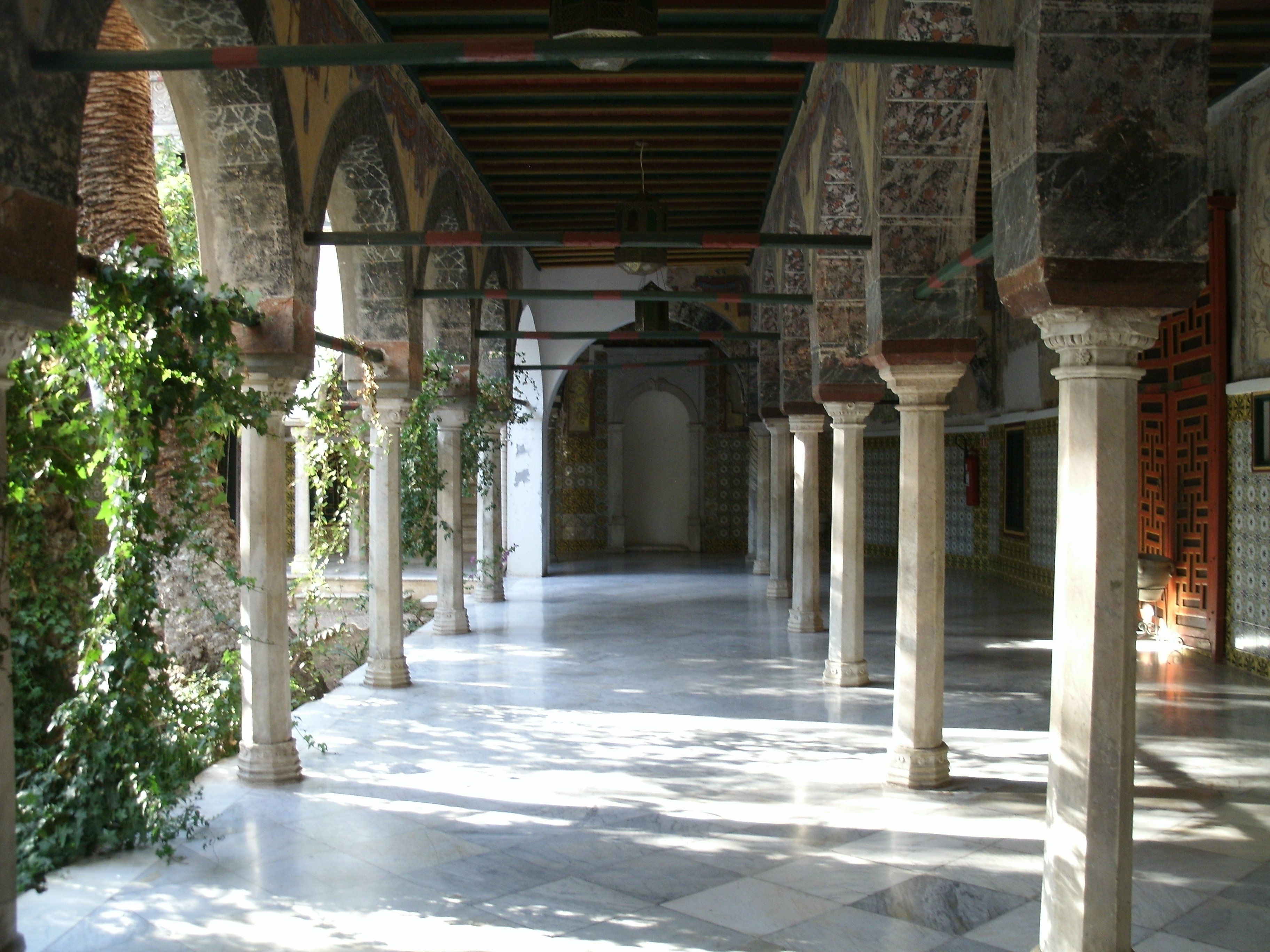
Palais du Bey dans la médina de Constantine.

### Administration de la province
La plus haute autorité dans le beylik était le bey de Constantine qui était désigné par le dey d'Alger, parmi les milieux ottomans et kouloughlis surtout, les beys exerçaient un pouvoir autonome dans les provinces qui leur étaient confiées.
Le bey était assisté d'un certain nombre d'administrateurs (qui pouvait aussi avoir un rôle militaire) dont :
- Khalifah : était le suppléant du bey et avait pour fonctions ; d'assurer la rentrée des impôts et de contrôler les caïds. Il avait pour apanage 9 tribus et pouvait disposer de la milice[10]  ;
- Agha es sbaihia : avait le commandement des troupes provinciales et disposait d'une cavalerie composée des fractions des douars des environs de Constantine ;
- Bach katib : était une sorte de secrétaire général qui assurait la correspondance importante avec le pacha d'Alger et la Sublime Porte ;
- Bach mekaheli : était le chef de la garde particulière du bey ;
- Bach serradj : était le chef des écuries du bey ;
- Bach alam : était le chef des porte-étendards ;
- Bach khazbadji : était le surveillant des convois de transport d'argent ;
- Khodja al-khil : était le chargé de la marche des chevaux et mulets.

### Administration de Constantine
Constantine disposait d'autorités véritablement urbaines. Il y avait un préposé appelé caïd ed-dar doté d'attributions « municipales », chargé de l'administration et de la police de la ville, il avait un grand nombre de fonctionnaires municipaux :
- le caïd el-Bab, percevait les droits d'octroi et de douane ;
- le caïd es-souk, contrôlait les marchés ;
- le caïd ez-zebel, était chargé de la propreté ;
- le caïd el-Casba, était chargé de la police de la ville, particulièrement pendant la nuit ;
- les amines ou syndics des corporations de métiers, étaient chargé de surveiller les ouvriers et de régler les contestations ;
- l'oukil bit el-mal, administrait les successions vacantes au profit des pauvres ;
- le mokkadem, était le chef des Juifs ;
- un berrah, annonçait les décisions officielles.

Les familles locales ont joué, pendant toute l'époque ottomane, un rôle actif et où elles animent les partis qui se partageaient la ville.
La justice civile s'exerçait par les soins de deux cadis, un malékite et un hanafite. Les deux cadis, les muftis, les adoul, composaient le Medjelés. Ce tribunal se réunissait tous les vendredis et jugeait les affaires les plus graves. Il était présidé par le bey ou par le caïd ed-dar.

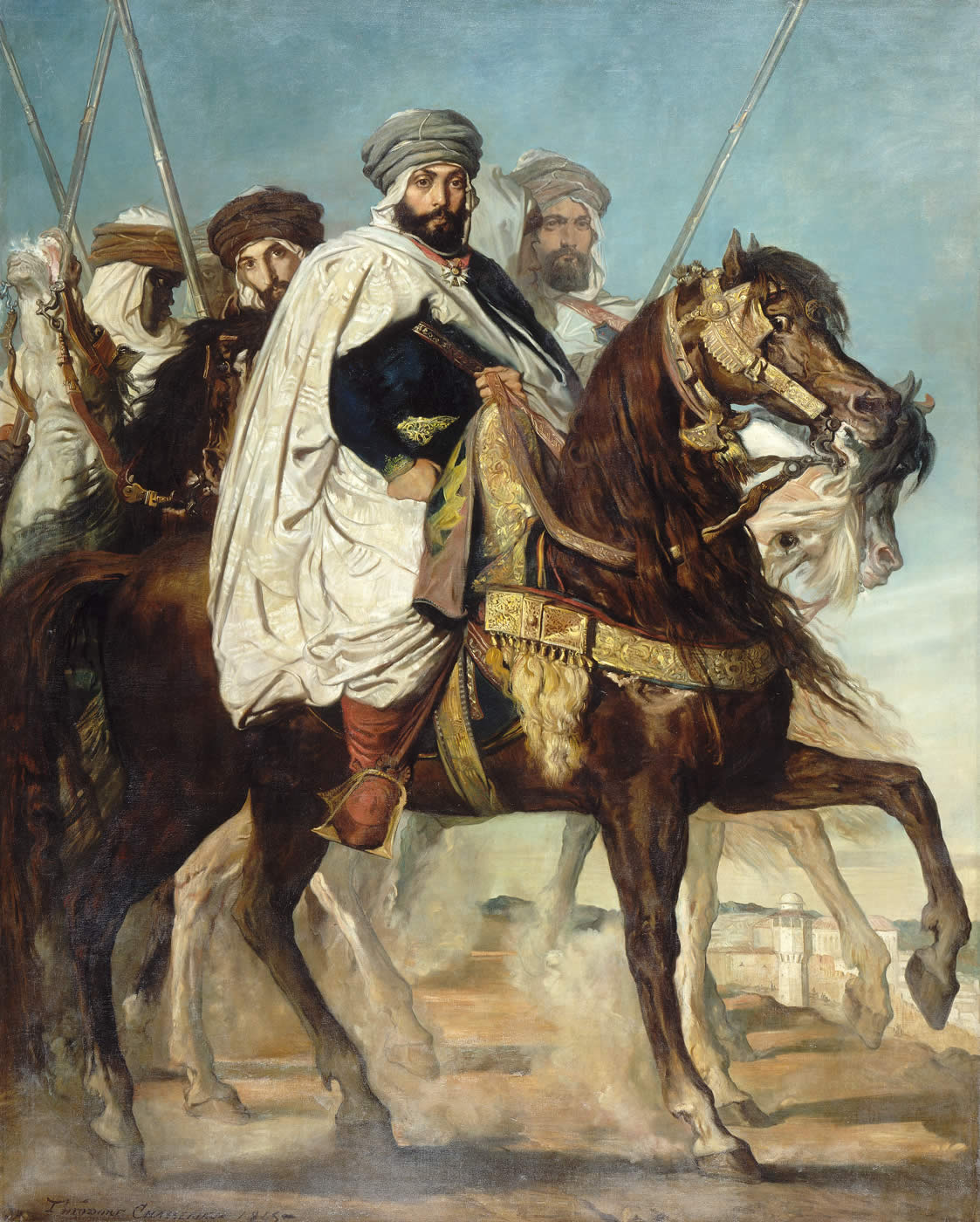
Ali Ben Hamet, Khalifa de Constantine et chef des Haraktas.

Constantine comptait une centaine d'établissements religieux dont de nombreuses mosquées. À chaque mosquée, était attaché un imam, des talibs, un muezzin, un cheikh an-nadher (administrateur des biens habous) et des oukils ou agents chargés de la gestion du culte. Le Cheikh al-Islam, considéré comme le chef de la religion, qui portait également le titre de Amir rakb al hajj (porte-drapeau de la caravane de pèlerinage) est une institution politico-religieuse majeure de la vie locale, qui a beaucoup évolué. Avant la période ottomane, elle était aux commandes de la famille Abdal-Muman, puis elle est passée à la famille Lefgoun en 1572, où elle s'est conservée jusqu'à la conquête coloniale.

### Force publique
Le bey disposait d'une milice composée de Turcs et de Koulouglis. Elle se divisait, en service de nouba (garnison), et en service de mahalla (colonne expéditionnaire). Les noubas étaient réparties en 22 sefra dans les villes de Constantine, Bône, Biskra, Bougie, Tébessa, Djidjelli et Hamza qui comptaient au total 333 hommes. Pour compenser ce faible effectif, le pouvoir s'appuyait sur les tribus makhzen.
La zmala, constituait dans la province la plus ancienne et la plus redoutable cavalerie du Makhzen, elle formait une tribu guerrière établie dans la plaine d'Aïn M'lila , dont le chef portait le titre de caïd ez-zmala. Tous les autres gens de guerre des tribus sont appelés Daïra et avaient pour chef militaire et administratif l'agha ed-Daïra, installé à Constantine, toutefois les cheïkhs étaient les vrais administrateurs des tribus. Outre ces tribus, chaque grand cheïkh ou caïd avait auprès de lui un certain nombre de cavaliers. Les tribus kabyles, pouvaient mettre sous les armes de 15 à 20 000 fantassins.